# Владимиров, Олег Иванович
Олег Иванович Владимиров (укр. Олег Іванович Володимиров; род. 8 декабря 1967, Казань) — советский и украинский ватерполист. Мастер спорта Украины международного класса. Участник Олимпийских игр 1996 года. После завершения спортивной карьеры стал российским муниципальным политиком. Член партии «Единая Россия».

## Биография
Родился 8 декабря 1967 года в Казани. По итогам всесоюзных юношеских игр был признан лучшим ватерпольным вратарём и стал кандидатом в юношескую сборную СССР.
В 1986 году был призван на срочную службу в московский ЦСК ВМФ. С 1987 по 1996 год защищал цвета ватерпольной команды Черноморского флота из Севастополя. Являлся капитаном сборной Украины на чемпионате Европы 1993 года в Великобритании. Выступал на Олимпийских играх 1996 года в Атланте, где Украина заняла последнее 12 место.
Окончил Симферопольский государственный университет (1993). После завершения спортивной карьеры работал арбитражным управляющим. В 2002 году участвовал в организации ватерпольного клуба «Штурм» в Московской области. Является инженером по организации труда в Совете общественных пунктов охраны порядка города Москва. В 2015 году стал заместителем в общественном объединении «Безопасная столица».
На муниципальных выборах 2017 года выл избран депутатом московского округа Марьино. Член партии «Единая Россия». Председатель общественного совета в проекте «Детский спорт», учреждённой партией «Единая Россия».
Входит в президиум Федерации водного поло России.